# Наталі Крілл
Наталі Крілл (англ. Natalie Krill; 4 лютого 1983, Саскачеван) — канадська акторка і танцюристка.

## Ранні роки
Наталі захоплювалася мистецтвом з раннього дитинства, що заохочувала її матір. Крілл записалася на уроки танців у 6 років і вивчала балет, чечітку і джазовий танець до 18 років, після чого переїхала до Торонто, щоб продовжити акторську кар'єру.

## Кар'єра
Крілл з'явилася в ролі Лоррейн Флемінг у московській постановці мюзиклу «42-га вулиця», а також грала у виставі за мотивами фільму «Брудні танці» під час її північноамериканської прем’єри в Торонто восени 2008 року і в фільмі «Смерть супермена». Її бачили в ролі Алекс Кендрік у серіалі «Той, хто читає думки» і в ролі Фібі в канадському сімейному телешоу «Наступний крок». В 2016 році вона знялася в незалежному фільмі Ейпріл Маллен «Нижче її губ», який був офіційно відібраним на Міжнародному кінофестивалі в Торонто, незважаючи на проолодний прийом кінокритиків.

## Особисте життя
Чоловік — Деніел Канніме. В 2020 році в пари народився син.

## Фільмографія
| Рік  | Назва            | Роль              |
| ---- | ---------------- | ----------------- |
| 2006 | Смерть супермена | Дівчина з камерою |
| 2010 | Казино Джек      | Стюардесса        |
| 2013 | Зроби свій хід   | Блогер            |
| 2015 | Після балу       | Танніс            |
| 2015 | Пам'ятати        | Портьє            |
| 2016 | Нижче її губ     | Жасмін            |
| 2017 | Гра Моллі        | Вінстон           |
| 2018 | Суперсітка       | Норт              |
| 2019 | Ми чекали цього  | Анна              |

| Рік       | Назва                              | Роль                 | Примітки                                  |
| --------- | ---------------------------------- | -------------------- | ----------------------------------------- |
| 2005      | Twitches                           | Продавчиня           | Телефільм                                 |
| 2008      | MVP                                | Моллі Макбрайд       | Головна роль                              |
| 2010      | Turn the Beat Around               | Мейв                 | Телефільм                                 |
| 2010      | Таємні операції                    | Жінка в барі/Луїза   | Епізод «Пілот»                            |
| 2010      | Сховище 13                         | Дженні               | Епізод «Вік перед красою»                 |
| 2010      | Копи-новобранці                    | Еді Ларсон           | 3 епізоди                                 |
| 2010      | Шоу Рона Джеймса                   | Фрейліна             | Епізод «2.1»                              |
| 2011      | Гарний пес                         | Портьє               | Епізод «Під ножем»                        |
| 2011      | Desperately Seeking Santa          | Бріттані             | Телефільм                                 |
| 2011      | Wishing Well                       | Бонні                | Телефільм                                 |
| 2012      | Sunshine Sketches of a Little Town | Майра Торп           | Телефільм                                 |
| 2012      | Форс-мажори                        | Сара Гардмен         | Епізод «Вона знає»                        |
| 2012      | Saving Hope                        | Тріша                | Епізод «Душевний»                         |
| 2013      | Satisfaction                       | Кеті                 | Епізод «Немає грошей — немає проблем»     |
| 2014      | Seed                               | Сьюзен Бечдел        | Епізод «Дорослі за згодою»                |
| 2014      | Той, хто читає думки               | Алекс Кендрік        | Повторювана роль (5-й сезон, 11 епізодів) |
| 2014–2015 | Remedy                             | Наташа               | Повторювана роль (4 епізоди)              |
| 2014–2015 | Наступний крок                     | Фібі                 | Повторювана роль (29 епізодів)            |
| 2015      | Чоловік шукає жінку                | Кеті                 | Епізод «Чашка чаю»                        |
| 2015      | Чорна сирітка                      | Петті                | 2 епізоди                                 |
| 2015      | Хроніки Річвуда                    | Nurse                | Мінісеріал                                |
| 2016      | Гудіні і Дойл                      | Амелія               | Епізод «Некромантейон»                    |
| 2016      | Вайнона Ерп                        | Іві/Вілла Ерп        | Повторювана роль (4 епізоди)              |
| 2016      | Красуня і чудовисько               | доктор Ейлін Паретті | Епізод «Час звіра — найгірший час»        |
| 2017      | Дівчина за викликом                | Неназваний друг      | Епізод «Клопотання»                       |
| 2019      | Добра відьма                       | Меріон               | Епізод «Матч»                             |